# Michele Castellamonte di Lessolo
Michele Castellamonte Di Lessolo (Lessolo, 16 settembre 1819 – Torino, 10 marzo 1868) è stato un magistrato e politico italiano.